# カーゴパンツ

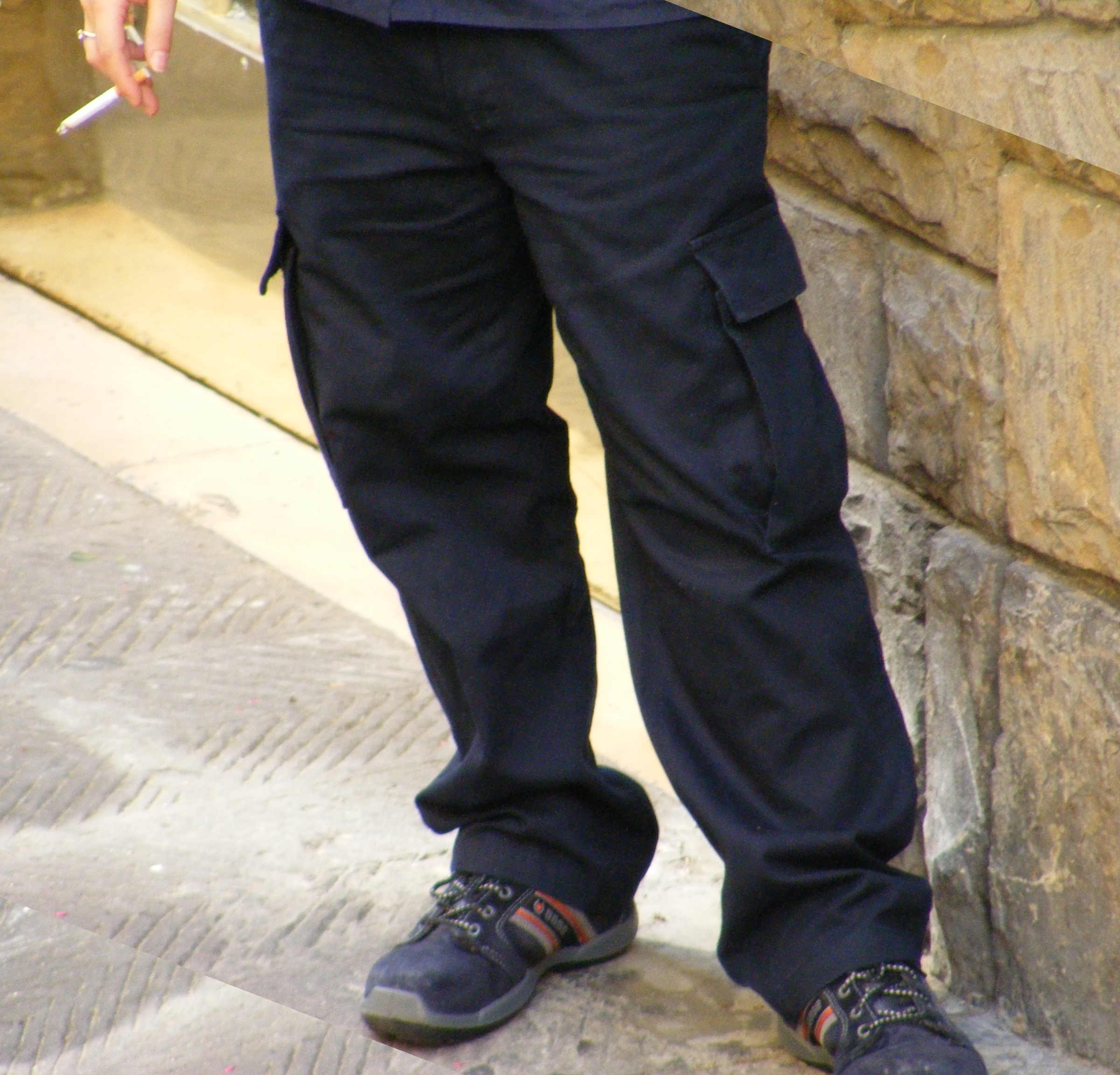
カーゴパンツ

カーゴパンツ（英語: cargo pants）とは、貨物船（カーゴ）で荷役作業などに従事する人たちの間で使われるようになった、作業用のズボンである。生地の厚い丈夫な綿布で作られ、腰をかがめた時にも物の出し入れがしやすい、膝上の左右に大きなポケットが付けられているのが特徴である。コンバットパンツ（英語: combat pants）とも呼ばれる。カーゴショートパンツはカーゴショーツ Cargo shortsと呼ばれる。
1942年に、アメリカ陸軍の空挺部隊のM-42パラトルーパーパンツとして採用されたのを皮切りに、各国の軍隊で戦闘服のズボンとして採用されはじめ、1951年のアメリカ陸軍で採用された、M-51戦闘用ズボンでほぼ現在の姿になった。のちに、作業服やカジュアルウェアとして一般にも普及した。6つポケットがあるため6ポケットパンツとも言う。
ジーンズやチノ・パンツ、ミリタリー・パンツなどと伴に、カジュアルなズボン、特にアウトドア用のファッションとして人気が高い。チノ・パンツと同じく綾織りが多いが、ジーンズと同じくサテンやコーデュロイ製のカーゴパンツも存在する。
色は、カーキ色や紺・黒・深緑などのくすんだ色が多いが、迷彩色のものや派手な色のものも出ている。脚の部分は太め「だぶだぶ」のものが普通だが、テーパードやスキニーのような、スリムな形のものもある。また本来は重作業をするためのもので、男性用しかなかったが、現在では女性用も出回っている。

## 一覧

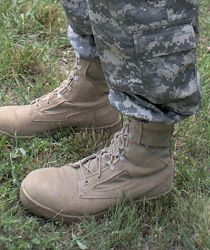
裾にポケットをつけた例
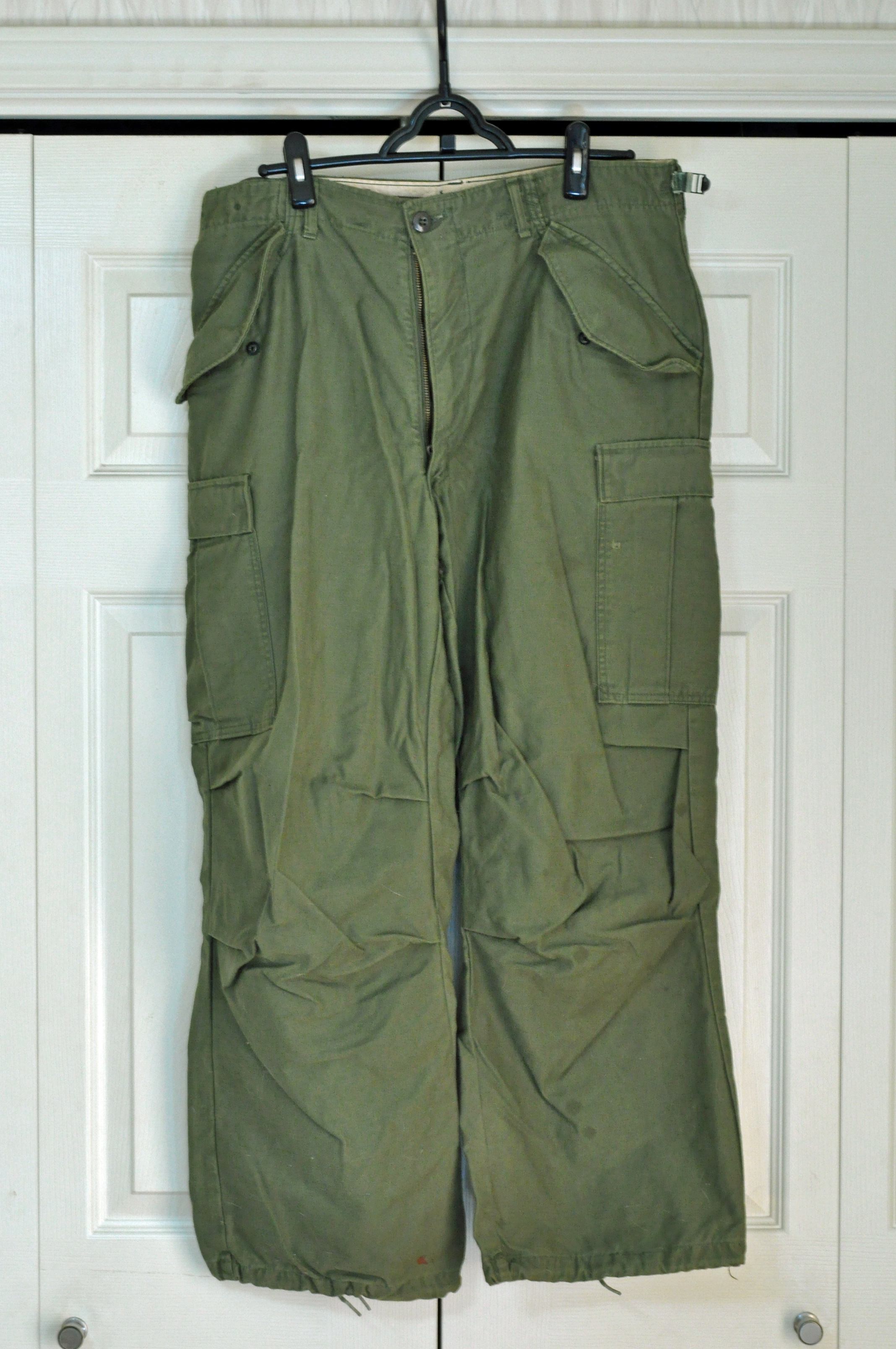
全身図